# イスケレ地区

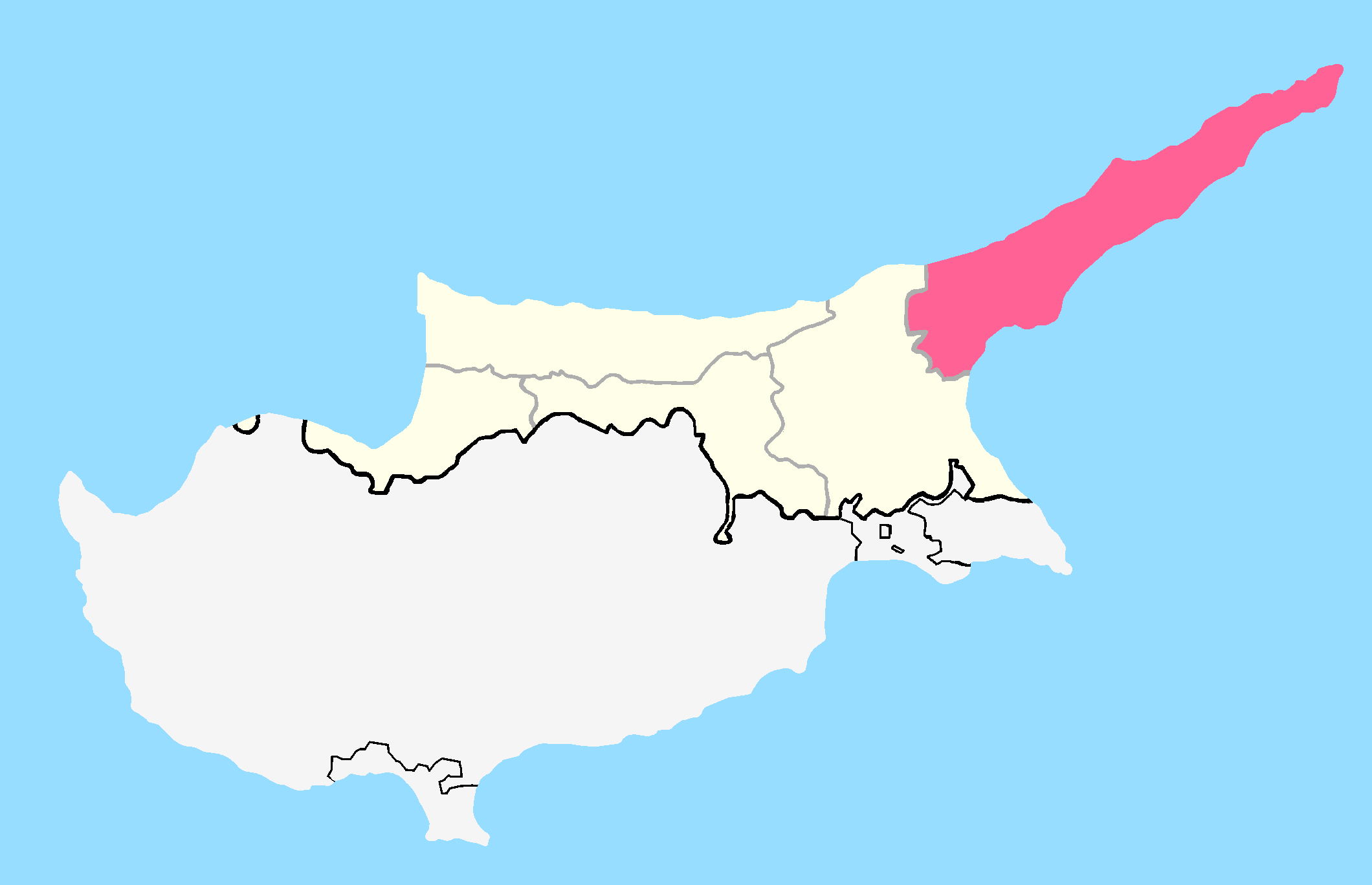
北キプロスのイスケレ地区の位置

イスケレ地区(トルコ語：İskele İlçesi)は北キプロスの地区である。
- İskele(イスケレ)
- Mehmetçik(メフメトシク)
- Yeni Erenköy(イェニ・エレンコイ)

の3つの小地区に分かれる。

中心都市はギリシャ語ではトゥリコモ(Trikomo)、トルコ語ではイスケレである。
2011年の人口は2万3098人だった。

首長はブニャミン・メルハメツィス(Bünyamin Merhametsiz)である。

1998年にガーズィマウサ地区(Gazimağusa İlçesi)から分離した。

## 写真

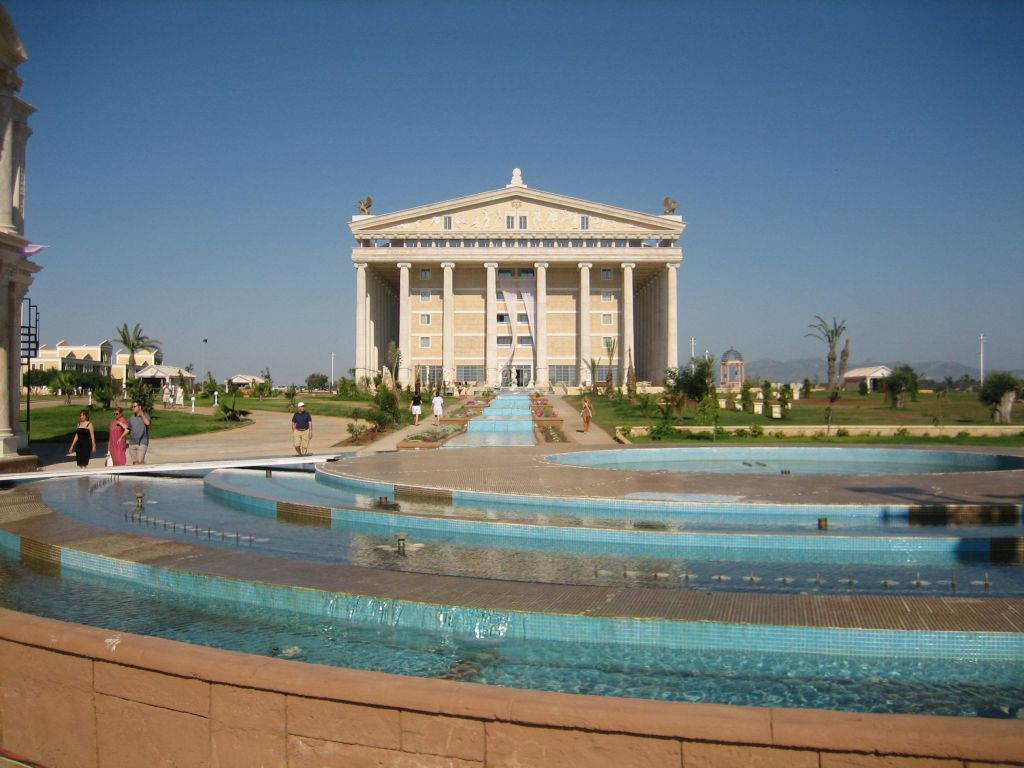
バフラ観光地区のカヤ・アルテミス・ホテル
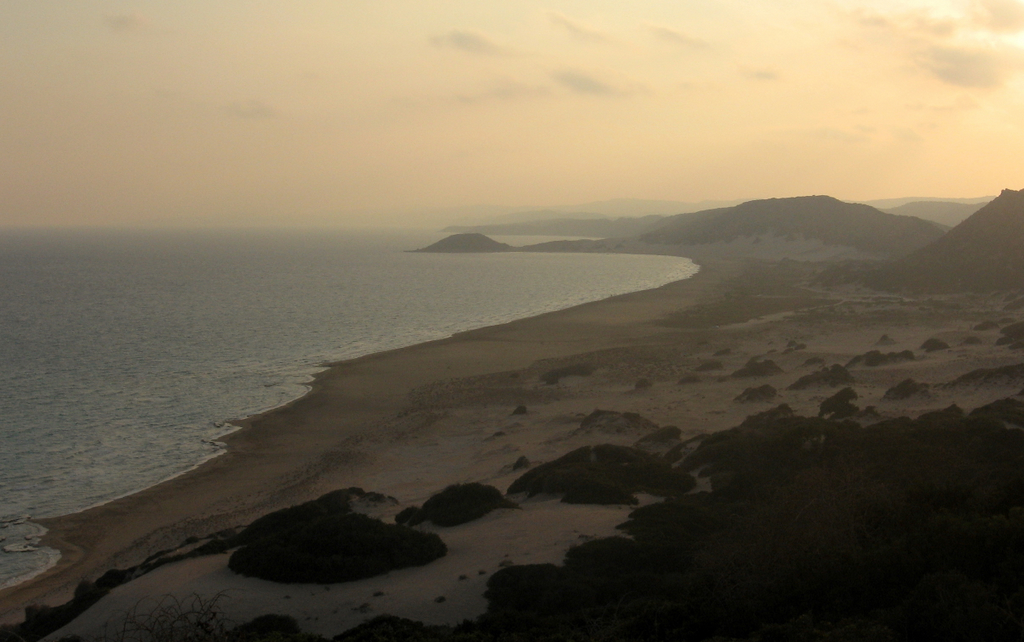
カルパズ半島の日暮れの黄金海岸